# 藤澤尚之
藤澤 尚之（ふじさわ なおゆき、1998年〈平成10年〉6月19日 - ）は、福井ブローウィンズに所属している京都府出身のプロバスケットボール選手（ポイントガード）。

## 経歴
藤澤がバスケットボールを始めたのは小学校1年生の時。中学校は地元の京都市立山科中学校に進学し、自身が恩師と語る菊池先生と出会う。
東山高等学校に進学した藤澤は、同学年の岡田侑大らと共に、2年夏にインターハイベスト4、3年夏にインターハイ準優勝、3年冬にウインターカップ準優勝という結果を残す。平成28年度バスケットボール男子U-18日本代表チーム第24回日・韓・中ジュニア交流競技会 バスケットボール競技日本代表選手にも選出された。天理大学では、2019年度関西バスケットボール選手権でアシスト王に輝いた。

### プロ入り後
卒業後の2020-21シーズン途中に特別指定選手として熊本ヴォルターズに加入。2季連続でプレーオフに出場した。
プロ3年目を迎える2022年オフにバンビシャス奈良へ移籍。1シーズンプレーし、翌オフに福井ブローウィンズへ移籍した。